# 内皮細胞
内皮細胞（ないひさいぼう、英: endothelial cell）は、内皮を構成する細胞。内皮細胞は幅10~15μm、長さ25~50μmの多角形の細胞であり、形質膜小胞と呼ばれる小窩が多数存在し、Weibel-Palade小体と呼ばれる杆状の分泌顆粒を有する。血液およびリンパと組織液の交換の場。内皮細胞間には密着結合が存在する。内皮細胞は部位により種々の構造をとり、その壁構造から連続型、有窓型、不連続型の3種類に分類される。

## 血管内皮細胞
動脈や静脈、毛細血管を構成する内皮細胞。

## リンパ管内皮細胞
リンパ管を構成する内皮細胞同士は血管内皮に比べ、その結合が弱く、特に末梢において管外から組織液などが流入しやすい。ただ、末梢のリンパ管は押しつぶされ過ぎないように繋留フィラメントが付着している。